# Василь Докучаєв (фільм)
Василь Докучаєв (рос. Василий Докучаев) — радянський художній фільм 1961 року, знятий на Ленінградській кіностудії науково-популярних фільмів.

## Сюжет
Біографічний фільм про життя і науково-дослідну діяльність російського натураліста Василя Васильовича Докучаєва. Страшні картини голоду, покинуті села, селяни, з торбинками за спиною… Чергова посуха обрушилася на Росію при правлінні Олександра Третього. Можновладці можуть запропонувати тільки свої традиційні «засоби» — приватні пожертвування, благодійні бали. А коли професор Петербурзького університету Василь Докучаєв (Іван Переверзєв) пропонує рішучі заходи, що можуть запобігти посусі, знатний вельможа відбувається плоским каламбуром: «ґрунтознавство — наука необґрунтована». Однак відмова від підтримки не збентежила вченого. Докучаєв продовжує вивчати ґрунт і його походження. Він доводить, що ґрунт утворився не з осадів древніх морів, а з продуктів розкладання тваринного і рослинного світу. І Докучаєв робить висновок про можливість впливати на ґрунт і зрештою на врожайність. Багатий поміщик Єрмолов, зацікавившись дослідженнями Докучаєва, радить йому все ж виїхати зі степу: місцеві поміщики впевнені, що вчений підбиває селян до бунту. У Петербурзі Докучаєв виступає з лекціями, продовжує свої дослідження. Йому самовіддано допомагає дружина Анна Єгорівна (Ніна Чередніченко). З'явилися у нього і соратники — Адамов, Сибірцев. При несподіваному сприянню Єрмолова, який став міністром, засновується особлива наукова експедиція під керівництвом Докучаєва. У найскладніших умовах Кам'яного степу вчений береться відновити родючість. За кордоном з'являються захоплені статті про російське ґрунтознавство, про Ново-Олександрівський інститут сільського господарства і лісівництва та його директора Василя Докучаєва. Але знаменитим вченим незадоволена влада царської Росії — він відкрив доступ до інституту інородцям, припинив викладання богослов'я, покриває студентів-бунтівників. Спочатку його виживають з інституту, а потім припиняють фінансування експедиції, яка стоїть майже у мети. Але неможливо підірвати віру вченого в те, що настане час, коли людина перетворить Кам'яний степ і стане господарем природи.

## У ролях
- Іван Переверзєв — Василь Васильович Докучаєв, професор Петербурзького університету
- Надія Чередниченко — Анна Єгорівна, дружина Докучаєва
- Юрій Пузирьов — Микола Михайлович Сибірцев, вчений
- Євген Лебедєв — Єгор, візник
- Віктор Чекмарьов — Олексій Сергійович Єрмолов, поміщик, міністр землеробства
- Сергій Дворецький — Адамов, молодий вчений
- Олександр Мазаєв — міністр
- Владислав Стржельчик — Віталій Андрійович, секретар міністра
- Володимир Волчик — вчений
- Римма Мануковська — епізод
- Лев Степанов — епізод
- Олександр Афанасьєв — жандарм
- Костянтин Адашевський — епізод

## Знімальна група
- Режисер — Андрій Чигинський
- Сценарист — Ігор Васильков
- Оператор — Костянтин Погодін
- Композитор — Борис Савельєв
- Художник — Володимир Покровський